# Franco Modigliani
Franco Modigliani (Rome, 18 juni 1918 – Cambridge (Massachusetts), 25 september 2003) was een Italiaans-Amerikaans econoom die samen met Merton Miller een grote invloed heeft gehad op hoe ondernemingen worden gewaardeerd. Hun werk uit 1958 ("Finance doesn't matter!") en 1963 (invloed van belastingen op financieringsstructuur) worden nog steeds toegepast bij de waarderingen van ondernemingen. Hij stelde onder meer de financiële levenscyclus voor in een grafiek. In 1985 kreeg hij de prijs van de Zweedse Rijksbank voor economie.
1969: Frisch, Tinbergen ·
1970 : Samuelson ·
1971: Kuznets ·
1972: Hicks, Arrow ·
1973: Leontief ·
1974: Myrdal, Hayek ·
1975: Kantorovitsj, Koopmans ·
1976: Friedman ·
1977: Ohlin, Meade ·
1978: Simon ·
1979: Schultz, Lewis ·
1980: Klein ·
1981: Tobin ·
1982: Stigler ·
1983: Debreu ·
1984: Stone ·
1985: Modigliani ·
1986: Buchanan ·
1987: Solow ·
1988: Allais ·
1989: Haavelmo ·
1990: Markowitz, Miller, Sharpe ·
1991: Coase ·
1992: Becker ·
1993: Fogel, North ·
1994: Harsanyi, Nash, Selten ·
1995: Lucas ·
1996: Mirrlees, Vickrey ·
1997: Merton, Scholes ·
1998: Sen ·
1999: Mundell ·
2000: Heckman, McFadden ·
2001: Akerlof, Spence, Stiglitz ·
2002: Kahneman, Smith ·
2003: Engle, Granger ·
2004: Kydland, Prescott ·
2005: Aumann, Schelling ·
2006: Phelps ·
2007: Hurwicz, Maskin, Myerson ·
2008: Krugman ·
2009: Ostrom, Williamson ·
2010: Diamond, Mortensen, Pissarides ·
2011: Sims, Sargent ·
2012: Roth, Shapley  ·
2013: Fama, Hansen, Shiller  ·
2014: Tirole  ·
2015: Deaton  ·
2016: Hart, Holmström ·
2017: Thaler ·
2018: Nordhaus, Romer ·
2019: Banerjee, Duflo, Kremer ·
2020: Milgrom, Wilson ·
2021: Imbens, Angrist, Card ·
2022: Bernanke, Diamond, Dybvig ·
2023: Goldin ·
2024: Acemoglu, Johnson, Robinson
- Bibsys: 90211057
- Bibliothèque nationale de France: cb12089951n (data)
- Catàleg d'autoritats de noms i títols de Catalunya: 981058527222206706
- CiNii: DA00839658
- Gemeinsame Normdatei: 121179613
- International Standard Name Identifier: 0000 0001 1449 9269
- Library of Congress Control Number: n78090530
- Nationale Bibliotheek van Letland: 000004197
- Mathematics Genealogy Project: 168535
- Nationale Bibliotheek van Tsjechië: jo2005314431
- Nationale bibliotheek van Australië: 35357259
- Nationale Bibliotheek van Israël: 987007265571105171
- Nationale en Universitaire bibliotheek Zagreb: 000013324
- Nederlandse Thesaurus van Auteursnamen: 067665497
- Réseau des bibliothèques de Suisse occidentale: 02-A003600608
- Istituto Centrale per il Catalogo Unico: CFIV041598
- SNAC: w6kp8ht0
- Système universitaire de documentation: 031633579
- Trove: 924116
- Virtual International Authority File: 84176118
- WorldCat: E39PBJx8CCRHb74m3wVrC47JXd